# یواس‌اس ونکوور (ال‌پی‌دی-۲)
یواس‌اس ونکوور (ال‌پی‌دی-۲) (به انگلیسی: USS Vancouver (LPD-2)) یک کشتی است که طول آن 522 feet (159 m) extreme, 500 feet (152 m) waterline می‌باشد. این کشتی در سال ۱۹۶۲ ساخته شد.